# Hospital Universitario Puerto Real
El Hospital Universitario Puerto Real  es un establecimiento sanitario situado en el municipio de Puerto Real (Cádiz) e integrado en el Servicio Andaluz de Salud (organismo autónomo adscrito a la Consejería de Salud de la Junta de Andalucía) y por ello partícipe del Sistema Sanitario Público de Andalucía (SSPA). Además cuenta con una zona de docencia dependiente de la Universidad de Cádiz para la formación de estudiantes de Medicina, Enfermería, Fisioterapia y otras ramas técnicas sanitarias.

## Información general
Antiguo sanatorio para tuberculosos, se le quiso dar el nombre de Virgen de Lourdes en advocación a la patrona del municipio, sin embargo nunca fue nombrado como tal. Oficialmente se llamó Sanatorio Antituberculoso de Puerto Real que durante la segunda mitad de la década de los cuarenta del siglo XX se aprobó su subasta para la construcción, aunque finalmente inaugurado en 1954 tuvo una capacidad para más de 400 enfermos aunque que tras su cierre, a lo largo de los posteriores años los profesionales y estamentos del Hospital Mora lucharon por su reapertura para su transformación y adaptación como hospital clínico universitario.
En 1986, con la constitución del Servicio Andaluz de Salud, comenzaron las obras de restauración y ampliación del antiguo sanatorio con la construcción de un nuevo edificio adjunto a aquel.
Las obras terminaron a mediados de 1990, siendo inaugurado con el nombre de Hospital Universitario de Puerto Real.
El primer paciente ingresó el 15 de junio de ese año dando comienzo la actividad.
En 2013 oficiosamente se unifica como centro administrativo y laboral con el Hospital Universitario Puerta del Mar a lo que se llama Complejo Hospitalario de Cádiz por aunar la misma persona la Gerencia, aunque oficialmente seguían siendo dos centros puesto que no fue nunca publicada tal unificacación en el Boletín Oficial de la Junta de Andalucía (BOJA).
Años después, nuevamente recaen ambas gerencias en dos personas distintas.

## Ubicación
Está situado en una parcela de 10,44 hectáreas, calificada como equipamiento comunitario-sanitario en el Plan General de Ordenación Urbana. Tiene linde con el Camino del Hospital (vía asfaltada de un carril para cada sentido, sin arcén) al oeste; al norte, con el pinar de Mora; al este, con una parcela agrícola y una pequeña porción del pinar de Mora, y al sur, con el carril Pinar de Mora paralelo a la Cañada Real Camino de Medina (por Venta Catalana) del Corredor Verde Dos Bahías dentro de la Red Andaluza de Vías Pecuarias.
El conjunto arquitectónico es independiente, siendo la construcción externa más cercana, Venta Pepa que se encuentra en la rotonda de acceso al Hospital, comienzo del camino Pinar de Mora, por su parte Oeste.
Dispone de tres accesos:
- Carretera A-4 (Autovía del Sur), salida 660. En la rotonda, se toma la salida en dirección CA-3202.
- Antigua N-4 hasta el término de la vía —dirección oeste–, girando a la derecha en dirección a la CA-3203.
- Camino del Hospital. Desde la carretera A-408 en el kilómetro 3, giro al Camino del Hospital.

## Descripción
El hospital consta de seis edificios principales, tres anejos y una zona periférica diseñada para vías de circulación, estacionamientos en superficie y jardines ornamentales.
Dos de los edificios son para uso de las distintas especialidades sanitarias; uno de docencia, investigación e informática, compartido con la Universidad de Cádiz (UCA); otro, para Lencería y almacén en general; el quinto edificio, Central Térmica (data de 2008) y distribuidora de gas natural, que surte a todo el hospital; el sexto (data de 2011) para la Comunidad Terapéutica dependiente de Salud Mental para pacientes ambulatorios. Toda la edificación está comunicada entre sí.
Además existen tres edificios anejos: Planta de gas natural cuya construcción data de 2007, taller de carpintería y almacén de contenedores de residuos peligrosos, todos en la zona Este.

## Organigrama
La Dirección Gerencia es la máxima responsable del Hospital.
Existen tres direcciones: Económico-Administrativa, Médica y de Enfermería. De la primera de ellas depende la Subdirección de Servicios Generales (es decir, el mantenimiento general, conservación y empresas externas del hospital). Bajo las otras, las correspondientes subdirecciones médicas y de Enfermería, respectivamente.

## Área de influencia

Área de acción del Hospital de Puerto Real.

Se encuentra integrado dentro del Distrito sanitario Bahía de Cádiz-La Janda, atendiendo a las siguientes poblaciones:
- El Puerto de Santa María: 10 km
- Rota: 44 km
- Puerto Real: 1 km
- Chiclana de la Frontera: 11 km
- Conil de la Frontera: 30 km
- Vejer de la Frontera: 43 km
- Barbate: 50 km
- Medina Sidonia: 29 km
- Benalup-Casas Viejas: 46 km
- Alcalá de los Gazules: 46 km
- Paterna de Rivera: 36 km

En total más de 300.000 habitantes censados; cantidad que se triplica en periodos vacacionales, para un territorio de 2100 km².

## Especialidades
- Área Médica:
  -     - UGC Rehabilitación y Medicina Física
    - Servicio de Medicina Interna:
    - Sección de Digestivo
    - Sección de Endocrinología y Nutrición
    - Sección de Neurología
    - Sección de Neumología
    - Unidad de Oncología
    - Unidad de Enfermedades Infecciosas
    - Sección de Cardiología
    - Sección de Nefrología
- Área Quirúrgica:
  - Servicio de Anestesiología y Reanimación
  - Servicio de Cirugía General y del Aparato Digestivo
  - Sección de Dermatología
  - Servicio de Obstetricia-Ginecología
  - Servicio de Otorrinolaringología
  - Servicio de Oftalmología
  - Servicio de Traumatología y Ortopedia
  - Servicio de Urología
- Área Materno-Infantil:
  - Servicio de Maternidad
  - Servicio de Pediatría y Neonatología.
- Área de Servicios Centrales:
  - Servicio de Documentación e Información Sanitaria
  - Servicio de Cuidados Críticos y Urgencias:
    - Sección de Urgencias

  - Servicio de Farmacología Clínica
  - Servicio de Farmacia Hospitalaria
  - Servicio de Laboratorios:
    - Servicio de Bioquímica
    - Sección de Hematología y Banco de Sangre
    - Sección de Microbiología y Parasitología
    - Sección de Anatomía Patológica

  - Servicio de Medicina Preventiva y Salud Pública
  - Sección de Nutrición Clínica, Bromatología y Dietética
  - Servicio de Radiodiagnóstico
- Unidad Clínica de Salud Mental:
  - Para adultos (mayores de 18 años):
    - Equipos de Salud Mental (ESM):
      - ESM de Chiclana de la Frontera
      - ESM de Vejer de la Frontera
      - ESM de El Puerto de Santa María

    - Unidad de Rehabilitación de Área (URA):
      - URA de El Puerto de Santa María

    - Comunidad Terapéutica:
      - Comunidad Terapéutica del Barrio Jarana (Puerto Real)

    - Unidad de Hospitalización de Agudos:
      - Hospital Universitario Puerto Real

  - Unidad de Salud Mental Infantil (USMI) (menores de 18 años)
    - Consulta de Salud Mental Infantil:
      - Consulta de USMI Cádiz

    - Hospital de Día Infantojuvenil:
      - Hospital Universitario Puerto Real

    - Unidad de Hospitalización de Agudos:
      - Servicio de Pediatría, Hospital Universitario Puerto Real

Cuenta con dos centros periféricos adscritos:
- Centro de Especialidades Periférico (CEP) de El Puerto de Santa María, denominado tradicionalmente Virgen del Carmen
- Centro de Especialidades Periférico (CEP) de Chiclana de la Frontera, antiguamente recibió el nombre de «La Longuera»